# آنگ تونگ
آنگ تونگ (به تایلندی: อ่างทอง) یک شهرک در تایلند است که در استان آنگ تونگ واقع شده‌است.

## خصوصیات
آنگ تونگ ۱۳٬۷۳۸ نفر جمعیت دارد.